# Rana Vikrama
Rana Vikrama (ರಾಣಾ ವಿಕ್ರಮ್) è un film del 2015 diretto da Pavan Wadeyar.

## Colonna sonora
Musiche di V. Harikishna.
1. Kunal Ganjawala – Ranavikrama
2. Vijay Prakash – Airtelu Aircelu
3. Puneeth Rajkumar, Palak Muchhal – Neene Neene
4. Karthik, Priya Himesh – Gowri Gowri